# マルティン・エレーラ
マルティン・オラシオ・エレーラ（Martín Horacio Herrera、1970年9月13日 - ）は、アルゼンチン・リオ・クアルト出身の元サッカー選手。ポジションはゴールキーパー。

## クラブ経歴

### ボカ・ジュニアーズ
コルドバ州のリオ・クアルトに生まれ、1991年にエストゥディアンテス・リオ・クアルトからボカ・ジュニアーズの下部組織へと移り、ボカ・ジュニアーズでプロサッカー選手となった。しかし、当時のボカ・ジュニアーズのトップチームにはコロンビア代表のカルロス・モントーヤが絶対的な地位を築いていたため、出場機会は皆無だった。1993年5月16日、リザーブチームからの招集に応じ、この日のCAインデペンディエンテ戦に出場していたエレーラは、試合の後半に相手選手と接触し、顔の頬骨陥没と顔靭帯断裂という重傷を負った。これにより、およそ9ヶ月の離脱を強いられ、復帰後もモントーヤからポジションを奪えず、1996年にクラブを退団した。

### アラベス
ボカ・ジュニアーズ退団後はメキシコやアルゼンチンのクラブを渡り歩いた。1999年7月8日、デポルティーボ・アラベスに移籍し、3年契約を交わした。アラベスでは1シーズン目からレギュラーとして活躍し、リーグ戦38試合で37失点という鉄壁の守備陣に貢献し、自身もサモラ賞を受賞した。クラブもリーグを6位でフィニッシュし、UEFAカップ出場権を獲得した。
2シーズン目からはスペインサッカー連盟に申請してイタリア国籍を取得し、外国籍枠を1つ空けた。一方、UEFAカップでは低い期待と裏腹にクラブは快進撃を続け、遂にはリヴァプールFCとの決勝にまで進んだ。この決勝にもエレーラは出場し、試合は延長戦にまでもつれ込む激戦となったが、最終的には延長後半のチームメイトデルフィ・ヘリのオウンゴールとなったゴールデンゴールによって4-5で惜敗した。

### フラム
2002年5月、フラムFCと3年契約を結んだ。しかし、同じポジションにエトヴィン・ファン・デル・サールが君臨していたため、出場機会はほとんどなく、2003年にはアルゼンチンのエストゥディアンテスLPへとレンタル移籍をした。
エストゥディアンテスLPへのレンタルが終わると、同クラブに完全移籍し、2009年に37歳で現役を引退した。